# Danh sách cầu thủ tham dự Giải vô địch bóng đá Nam Mỹ 1957
Đây là danh sách đội hình các đội tuyển tham dự Giải vô địch bóng đá Nam Mỹ 1957. Các đội tuyển tham gia gồm Argentina, Brasil, Chile, Colombia, Ecuador, Peru và Uruguay. Bolivia và Paraguay bỏ giải. Các đội thi đấu vòng tròn một lượt, mỗi trận thắng được tính 2 điểm, hòa tính 1 điểm, thua tính 0 điểm.

## Argentina
Huấn luyện viên:  Guillermo Stábile
| Số | Vt | Cầu thủ             | Ngày sinh (tuổi)            | Số trận | Câu lạc bộ                  |
| -- | -- | ------------------- | --------------------------- | ------- | --------------------------- |
|    | TM | Antonio Roma        | 13 tháng 7, 1932 (24 tuổi)  |         | Ferro Carril Oeste          |
|    | TM | Rogelio Domínguez   | 9 tháng 3, 1931 (25 tuổi)   |         | Racing                      |
|    | HV | Néstor Rossi        | 10 tháng 5, 1925 (31 tuổi)  |         | River Plate                 |
|    | HV | Pedro Dellacha      | 9 tháng 7, 1926 (30 tuổi)   |         | Racing                      |
|    | HV | Juan Giménez        |                             |         | Racing                      |
|    | HV | Federico Vairo      | 27 tháng 1, 1930 (27 tuổi)  |         | River Plate                 |
|    | HV | Ángel Schandlein    |                             |         | Gimnasia y Esgrima La Plata |
|    | TV | Jorge Benegas       | 10 tháng 4, 1923 (33 tuổi)  |         | San Lorenzo                 |
|    | TV | Juan Guidi          | 4 tháng 7, 1930 (26 tuổi)   |         | Lanús                       |
|    | TV | Osvaldo Cruz        | 29 tháng 5, 1931 (25 tuổi)  |         | Independiente               |
|    | TV | Héctor De Bourgoing | 23 tháng 7, 1934 (22 tuổi)  |         | River Plate                 |
|    | TV | David Iñigo         |                             |         | San Lorenzo                 |
|    | TV | Oscar Mantegari     | 20 tháng 10, 1928 (28 tuổi) |         | River Plate                 |
|    | TV | Fedrico Pizarro     | 1 tháng 1, 1927 (30 tuổi)   |         | San Lorenzo                 |
|    | TĐ | Humberto Maschio    | 20 tháng 2, 1937 (20 tuổi)  |         | Racing                      |
|    | TĐ | José Sanfilippo     | 4 tháng 5, 1935 (21 tuổi)   |         | San Lorenzo                 |
|    | TĐ | Roberto Brookes     | 1 tháng 1, 1938 (19 tuổi)   |         | Chacarita Juniors           |
|    | TĐ | Juan Castro         |                             |         | Rosario Central             |
|    | TĐ | Omar Corbatta       | 11 tháng 3, 1936 (20 tuổi)  |         | Racing                      |
|    | TĐ | Miguel Juárez       |                             |         | Rosario Central             |
|    | TĐ | Omar Sívori         | 2 tháng 10, 1935 (21 tuổi)  |         | River Plate                 |
|    | TĐ | Antonio Angelillo   | 5 tháng 9, 1937 (19 tuổi)   |         | Boca Juniors                |

## Brasil
Huấn luyện viên:  Osvaldo Brandão
| Số | Vt | Cầu thủ            | Ngày sinh (tuổi)            | Số trận | Câu lạc bộ    |
| -- | -- | ------------------ | --------------------------- | ------- | ------------- |
|    | TM | Gilmar             | 22 tháng 8, 1930 (26 tuổi)  |         | Corinthians   |
|    | TM | Édgar              | 26 tháng 8, 1932 (24 tuổi)  |         | América (MG)  |
|    | TM | Carlos Castilho    | 27 tháng 11, 1927 (29 tuổi) |         | Fluminense    |
|    | HV | Nílton Santos      | 16 tháng 5, 1925 (31 tuổi)  |         | Botafogo      |
|    | HV | Olavo              | 9 tháng 11, 1927 (29 tuổi)  |         | Corinthians   |
|    | HV | Oreco              | 13 tháng 6, 1932 (24 tuổi)  |         | Corinthians   |
|    | HV | Paulinho           | 15 tháng 4, 1932 (24 tuổi)  |         | Vasco da Gama |
|    | HV | Djalma Santos      | 23 tháng 2, 1929 (28 tuổi)  |         | Portuguesa    |
|    | HV | Hilderaldo Bellini | 7 tháng 6, 1930 (26 tuổi)   |         | Vasco da Gama |
|    | HV | Édson              | 19 tháng 3, 1933 (23 tuổi)  |         | América (RJ)  |
|    | HV | Zózimo             | 19 tháng 6, 1932 (24 tuổi)  |         | Bangu         |
|    | TV | Cláudio            | 18 tháng 7, 1922 (34 tuổi)  |         | São Paulo     |
|    | TV | Didi               | 8 tháng 10, 1928 (28 tuổi)  |         | Botafogo      |
|    | TV | Dino Sani          | 23 tháng 5, 1932 (24 tuổi)  |         | São Paulo     |
|    | TV | Roberto Belangero  | 28 tháng 6, 1928 (28 tuổi)  |         | Corinthians   |
|    | TV | Zito               | 8 tháng 8, 1932 (24 tuổi)   |         | Santos        |
|    | TĐ | Evaristo           | 22 tháng 7, 1933 (23 tuổi)  |         | Flamengo      |
|    | TĐ | Garrincha          | 28 tháng 10, 1933 (23 tuổi) |         | Botafogo      |
|    | TĐ | Índio              | 1 tháng 3, 1931 (26 tuổi)   |         | Flamengo      |
|    | TĐ | Joel               | 23 tháng 11, 1931 (25 tuổi) |         | Flamengo      |
|    | TĐ | Pepe               | 25 tháng 2, 1935 (22 tuổi)  |         | Santos        |
|    | TĐ | Zizinho            | 14 tháng 9, 1921 (35 tuổi)  |         | Bangu         |

## Chile
Huấn luyện viên:  José Salerno

| Số | VT | Cầu thủ              | Ngày sinh (tuổi)            | Trận | Bàn | Câu lạc bộ           |
| -- | -- | -------------------- | --------------------------- | ---- | --- | -------------------- |
|    | TM | Misael Escuti        | 20 tháng 12, 1928 (28 tuổi) |      |     | Colo Colo            |
|    | TM | Francisco Nietzsche  |                             |      |     | Unión Española       |
|    | HV | Mario Torres         |                             |      |     | Audax Italiano       |
|    | HV | Rodolfo Almeida      |                             |      |     | Palestino            |
|    | HV | Caupolicán Peña      | 15 tháng 9, 1930 (26 tuổi)  |      |     | Colo Colo            |
|    | HV | Isaac Carrasco       | 12 tháng 8, 1928 (28 tuổi)  |      |     | Colo Colo            |
|    | HV | Carlos Cubillos      | 25 tháng 12, 1929 (27 tuổi) |      |     | Unión Española       |
|    | TV | Ramiro Cortés        |                             |      |     | Audax Italiano       |
|    | TV | Daniel Morales       |                             |      |     | Magallanes           |
|    | TV | Gonzalo Carrasco     |                             |      |     | Green Cross          |
|    | TV | Mario Ortiz          | 28 tháng 1, 1936 (21 tuổi)  |      |     | Palestino            |
|    | TV | Sergio Valdés        | 9 tháng 3, 1933 (23 tuổi)   |      |     | Magallanes           |
|    | TĐ | Sergio Espinoza      |                             |      |     | Audax Italiano       |
|    | TĐ | José Fernández       |                             |      |     | Palestino            |
|    | TĐ | Jesús Picó           |                             |      |     | Santiago Wanderers   |
|    | TĐ | Andrés Prieto        | 19 tháng 12, 1928 (28 tuổi) |      |     | Universidad Católica |
|    | TĐ | Jaime Ramírez Banda  | 14 tháng 8, 1931 (25 tuổi)  |      |     | Colo Colo            |
|    | TĐ | Jorge Oliver Robledo | 14 tháng 4, 1926 (30 tuổi)  |      |     | Colo Colo            |
|    | TĐ | Leonel Sánchez       | 25 tháng 4, 1936 (20 tuổi)  |      |     | Universidad de Chile |
|    | TĐ | Carlos Tello         |                             |      |     | Audax Italiano       |
|    | TĐ | Carlos Verdejo       |                             |      |     | Deportes La Serena   |
|    | TĐ | Raúl Aguila          |                             |      |     | Audax Italiano       |

## Colombia
Huấn luyện viên:  Pedro López
| Số | Vt | Cầu thủ               | Ngày sinh (tuổi)            | Số trận | Câu lạc bộ             |
| -- | -- | --------------------- | --------------------------- | ------- | ---------------------- |
| —  | TM | Ingerman Benítez      |                             |         | América                |
| —  | TM | Efraín Sánchez        | 26 tháng 2, 1926 (31 tuổi)  |         | Independiente Medellín |
| —  | HV | Faustino Abadía       |                             |         | América                |
| —  | HV | Ricardo Díaz          | 7 tháng 8, 1932 (24 tuổi)   |         | Atlético Quindío       |
| —  | HV | Rodolfo Escobar       |                             |         | América                |
| —  | HV | Francisco Zuluaga     | 25 tháng 3, 1939 (17 tuổi)  |         | Millonarios            |
| —  | TV | Humberto Álvarez      |                             |         | Atlético Nacional      |
| —  | TV | Luis Alberto Rubio    | 28 tháng 2, 1929 (28 tuổi)  |         | Millonarios            |
| —  | TV | Israel Sánchez        |                             |         | América                |
| —  | TV | Jaime Silva           | 10 tháng 10, 1935 (21 tuổi) |         | Santa Fe               |
| —  | TV | Rogelio Sinisterra    |                             |         | Deportivo Pereira      |
| —  | TV | Roaldo Viáfara        | 23 tháng 5, 1926 (30 tuổi)  |         | América                |
| —  | TĐ | Julio Andrade         |                             |         | Cúcuta Deportivo       |
| —  | TĐ | Julio Aragón          |                             |         | América                |
| —  | TĐ | Carlos Arango         | 31 tháng 1, 1928 (29 tuổi)  |         | Santa Fe               |
| —  | TĐ | Alejandro Carrillo    | 22 tháng 2, 1931 (26 tuổi)  |         | Atlético Quindío       |
| —  | TĐ | Delio Gamboa          | 28 tháng 1, 1936 (21 tuổi)  |         | Atlético Nacional      |
| —  | TĐ | Jaime Gutiérrez       | 28 tháng 2, 1930 (27 tuổi)  |         | Independiente Medellín |
| —  | TĐ | Guillermo Mendoza     |                             |         | América                |
| —  | TĐ | Lauro Mosquera        |                             |         | Barcelona              |
| —  | TĐ | Luis Alberto Valencia |                             |         | Deportivo Manizales    |

## Ecuador
Huấn luyện viên:  Eduardo Spandre
| Số | Vt | Cầu thủ                 | Ngày sinh (tuổi)            | Số trận | Câu lạc bộ   |
| -- | -- | ----------------------- | --------------------------- | ------- | ------------ |
|    | TM | Cipriano Yu Lee         | 16 tháng 9, 1933 (23 tuổi)  |         | Emelec       |
|    | TM | Alfredo Bonnard         |                             |         | Barcelona    |
|    | HV | Raúl Argüello           |                             |         | Emelec       |
|    | HV | Honorato Gonzabay       |                             |         | Unión Valdez |
|    | HV | Luciano Macías          | 28 tháng 5, 1935 (21 tuổi)  |         | Barcelona    |
|    | HV | Ezio Martínez           |                             |         | Patria       |
|    | HV | Carlos Sánchez          |                             |         | Barcelona    |
|    | TV | Rómulo Gómez            |                             |         | Emelec       |
|    | TV | Jaime Galarza           |                             |         | Patria       |
|    | TV | Julio Caisaguano        |                             |         | Unión Valdez |
|    | TV | Daniel Pinto            |                             |         | Emelec       |
|    | TV | César Solorzano         |                             |         | Barcelona    |
|    | TĐ | Enrique Cantos          | 5 tháng 2, 1936 (21 tuổi)   |         | Barcelona    |
|    | TĐ | Clímaco Cañarte         | 16 tháng 9, 1933 (23 tuổi)  |         | Barcelona    |
|    | TĐ | José Vicente Balseca    | 18 tháng 7, 1933 (23 tuổi)  |         | Emelec       |
|    | TĐ | Jorge Larraz            | 12 tháng 4, 1937 (19 tuổi)  |         | Emelec       |
|    | TĐ | Isidro Matute           |                             |         | Barcelona    |
|    | TĐ | Antonio Colón Merizalde |                             |         | Patria       |
|    | TĐ | Júpiter Miranda         |                             |         | Emelec       |
|    | TĐ | Hugo Pardo              |                             |         | Unión Valdez |
|    | TĐ | Gonzalo Salcedo         |                             |         | Barcelona    |
|    | TĐ | José Vargas             | 19 tháng 12, 1924 (32 tuổi) |         | Barcelona    |

## Peru
Huấn luyện viên:  György Orth
| Số | Vt | Cầu thủ            | Ngày sinh (tuổi)            | Số trận | Câu lạc bộ       |
| -- | -- | ------------------ | --------------------------- | ------- | ---------------- |
|    | TM | Rigoberto Felandro | 4 tháng 1, 1924 (33 tuổi)   |         | Sport Boys       |
|    | TM | Rafael Asca        | 24 tháng 10, 1924 (32 tuổi) |         | Sporting Cristal |
|    | HV | Víctor Salas       |                             |         | Universitario    |
|    | HV | Víctor Benítez     | 30 tháng 10, 1936 (20 tuổi) |         | Alianza          |
|    | HV | Aldo Cavero        | 16 tháng 4, 1923 (33 tuổi)  |         | Sporting Cristal |
|    | HV | Guillermo Delgado  | 11 tháng 2, 1931 (26 tuổi)  |         | Alianza          |
|    | HV | Willy Fleming      |                             |         | Municipal        |
|    | HV | René Gutiérrez     |                             |         | Universitario    |
|    | TV | Dante Rovay        |                             |         | Universitario    |
|    | TV | Joe Calderón       | 17 tháng 6, 1929 (27 tuổi)  |         | Sport Boys       |
|    | TV | Mario Minaya       |                             |         | Universitario    |
|    | TĐ | Máximo Mosquera    | 8 tháng 1, 1928 (29 tuổi)   |         | Sporting Cristal |
|    | TĐ | Manuel Rivera      | 15 tháng 5, 1922 (34 tuổi)  |         | Sport Boys       |
|    | TĐ | Juan Joya          | 25 tháng 2, 1934 (23 tuổi)  |         | Alianza          |
|    | TĐ | Carlos Lazón       |                             |         | Alianza          |
|    | TĐ | Valeriano López    | 4 tháng 5, 1926 (30 tuổi)   |         | Alianza          |
|    | TĐ | Daniel Ruiz        |                             |         | Universitario    |
|    | TĐ | Roberto Castillo   |                             |         | Alianza          |
|    | TĐ | Juan Seminario     | 22 tháng 7, 1936 (20 tuổi)  |         | Municipal        |
|    | TĐ | Juan Bassa         |                             |         | Sport Boys       |
|    | TĐ | Jacinto Villalba   |                             |         | Universitario    |
|    | TĐ | Alberto Terry      | 16 tháng 5, 1929 (27 tuổi)  |         | Universitario    |

## Uruguay
Huấn luyện viên:  Juan López
| Số | Vt | Cầu thủ                 | Ngày sinh (tuổi)            | Số trận | Câu lạc bộ     |
| -- | -- | ----------------------- | --------------------------- | ------- | -------------- |
|    | TM | Walter Taibo            | 7 tháng 3, 1931 (26 tuổi)   |         | Nacional       |
|    | TM | Rodger Bernardico       |                             |         | Cerro          |
|    | HV | José Santamaría         | 31 tháng 7, 1929 (27 tuổi)  |         | Nacional       |
|    | HV | Walter Marichal         |                             |         | Nacional       |
|    | HV | Carlos Correa           |                             |         | Danubio        |
|    | HV | Roque Fernández         |                             |         | Rampla Juniors |
|    | TV | Jesús Castro            |                             |         | Sud América    |
|    | TV | Luis Alberto Miramontes | 15 tháng 12, 1928 (28 tuổi) |         | Defensor       |
|    | TV | Néstor Gonçalves        | 27 tháng 4, 1936 (20 tuổi)  |         | Peñarol        |
|    | TV | Edgardo González        | 30 tháng 9, 1936 (20 tuổi)  |         | Liverpool      |
|    | TV | José Lescano            |                             |         | Danubio        |
|    | TĐ | Ariel Fernández         |                             |         | Cerro          |
|    | TĐ | Omar Méndez             | 7 tháng 8, 1934 (22 tuổi)   |         | Nacional       |
|    | TĐ | Rodolfo Pippo           |                             |         | Cerro          |
|    | TĐ | Walter Roque            | 8 tháng 5, 1937 (19 tuổi)   |         | Rampla Juniors |
|    | TĐ | Luis Campero            |                             |         | Liverpool      |
|    | TĐ | Carlos Carranza         |                             |         | Cerro          |
|    | TĐ | José Sasía              | 27 tháng 12, 1933 (23 tuổi) |         | Defensor       |
|    | TĐ | Javier Ambrois          | 9 tháng 5, 1932 (24 tuổi)   |         | Nacional       |
|    |    | Valentín Percíncula     |                             |         | Cerro          |
|    |    | Oscar Vilariño          |                             |         | Cerro          |